# Planá
Planá (in tedesco Plan) è una città della Repubblica Ceca facente parte del distretto di Tachov, nella regione di Plzeň.